# Buckeye Lake (Ohio)
Pour les articles homonymes, voir Buckeye Lake.
Buckeye Lake est un village américain situé dans les comtés de Fairfield et de Licking, dans l'Ohio. Selon le recensement de 2010, sa population est de 2 746 habitants.